# Motorola Mobility
Motorola Mobility Holdings, Inc. è un'azienda statunitense, nata nel 2011  dalla scissione in due parti della precedente Motorola inc.
Dal 29 gennaio 2014 è una società sussidiaria di Lenovo.

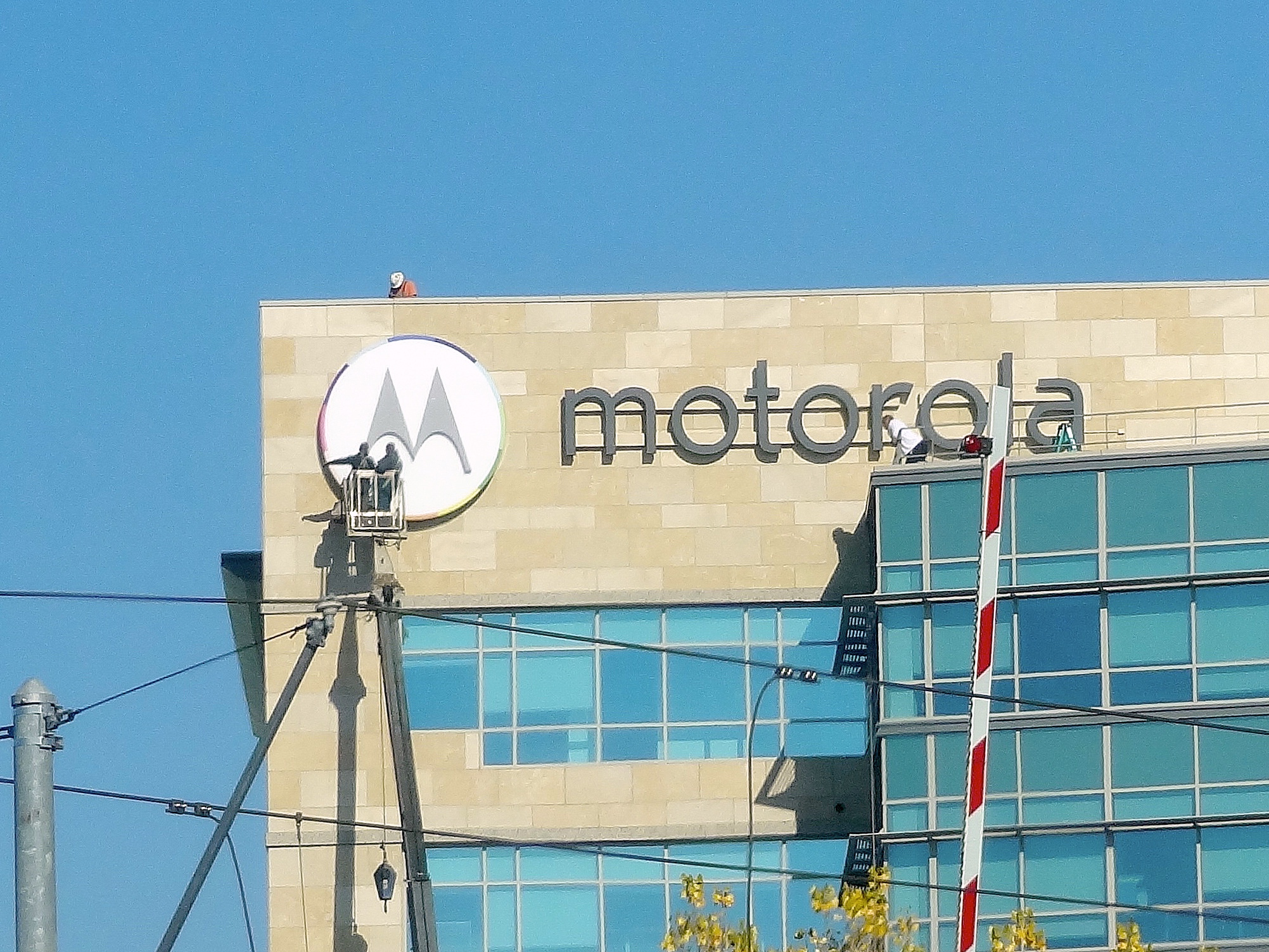
Installazione di un'insegna con il nuovo logo Motorola Mobility su un edificio nei pressi del campus principale di Google. Motorola Mobility è stato venduta dopo 7 settimane a Lenovo.

## Storia
Il 15 agosto 2011 la società Motorola Mobility è stata venduta al colosso dell'informatica Google Inc. per la somma di 12,5 miliardi di dollari. L'acquisizione fu approvata all'unanimità dai consigli d'amministrazione delle due aziende. Nel gennaio 2011 Motorola Mobility entrò nel mercato dei tablet con il Motorola Xoom.
Nel 2013 fu ufficializzato l'acquisto della divisione Motorola Home da parte di ARRIS group, Inc.
Il 29 gennaio 2014 Google firmò un accordo con Lenovo per la cessione di Motorola Mobility, per la somma di 2,91 miliardi di dollari (l'importo fu soggetto ad alcune rettifiche). 
Nel 2016 Lenovo inglobò completamente l'azienda.
La sede principale di Motorola Mobility è da sempre a Chicago, precisamente al Merchandise Mart, uno degli edifici più prestigiosi e storici della città americana.

### Il ritorno sul mercato
Nel 2017 Lenovo, ascoltando gli appassionati, decise di reinvestire nel marchio Motorola, cancellando definitivamente il marchio Lenovo Moto. Tutti i prodotti saranno venduti con il marchio Motorola, con piccoli riferimenti a Lenovo. Inoltre, anche in Cina Lenovo importerà il marchio Motorola sostituendolo al marchio ZUK ed allo stesso marchio Lenovo.
Nella storia recente di Motorola si registra anche il riutilizzo del famoso motto "Hello moto", in voga negli anni 2000.
Nel novembre 2019 è stato presentato il "Motorola razr", uno dei primi smartphone con schermo flessibile al mondo e successore del Razr v3. Quest'ultimo, uno dei cellulari più venduti al mondo.
Dopo diversi anni di assenza dal presentare un "top di gamma", il 22 aprile 2020 è stato mostrato alla stampa il Motorola Edge Plus.
La maggior parte degli smartphone Motorola sono progettati da Motorola Mobility LLC e prodotti da Lenovo, altri sono invece progettati e prodotti da Lenovo ed in seguito rimarchiati "Motorola".
Nel 2022, con Moto X30 Pro (in Cina), battezzato come Motorola Edge 30 Ultra per l'Europa e globalmente, ha svelato il primo smartphone con una fotocamera principale da 200 megapixel e stabilizzatore ottico. Inoltre ha stretto una partnership con Pantone, che ha portato sul Motorola Edge 30 Neo il colore Pantone dell'anno 2022 Very Peri.